# Mitsubishi PX 33

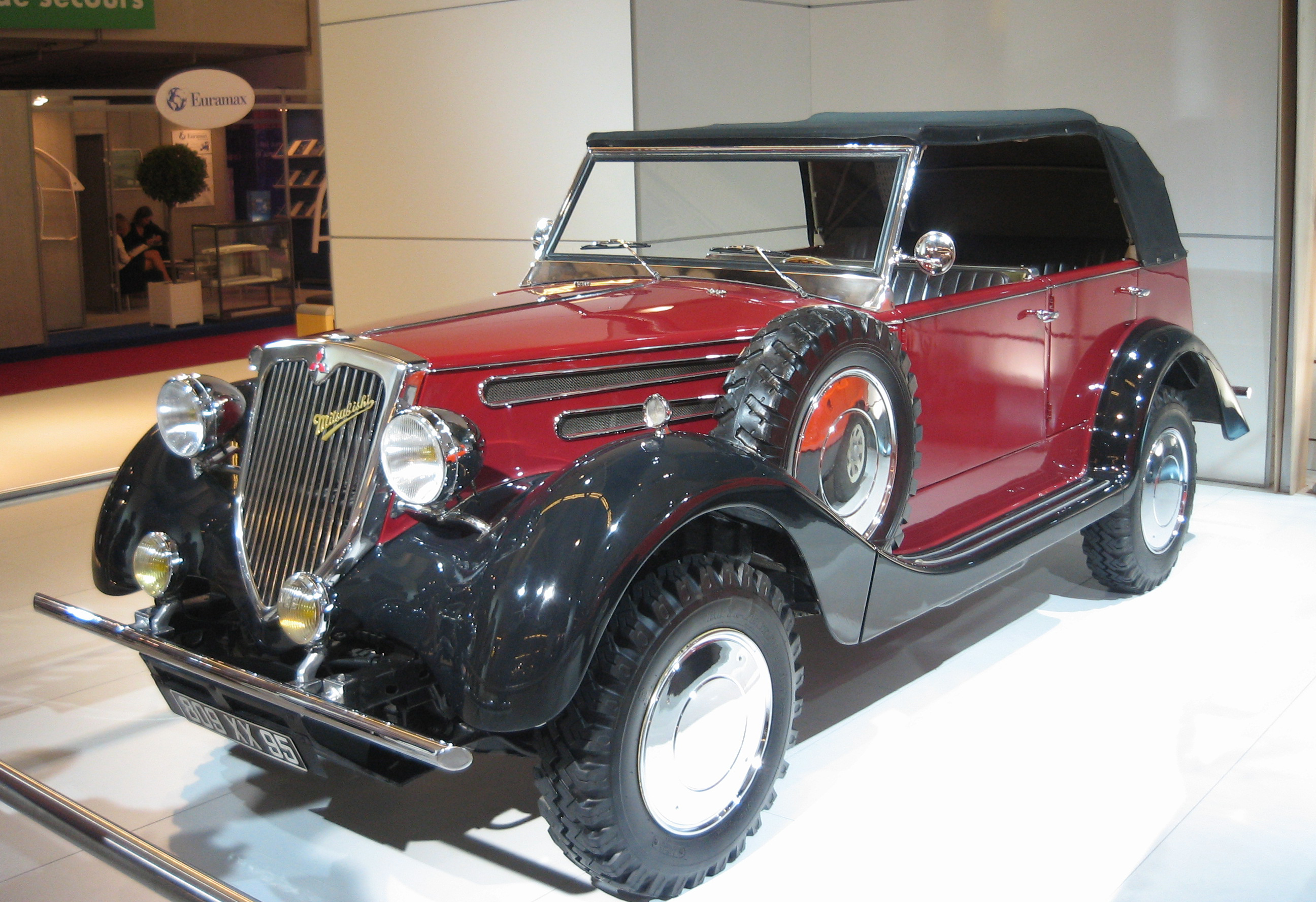
Mitsubishi PX33

La Mitsubishi PX 33 est un véhicule tout terrain construit en 1934 et commercialisé par Mitsubishi en 1936, il a fait parler de lui en étant le premier véhicule à quatre roues motrices du Japon.
La Mitsubishi PX 33 est produite en une motorisation d'une cylindrée de 6.7 L présentant une puissance de 70 ch.

## Réplique
L'exemple sur la photo est une réplique fabriquée en 1988 par Sonauto (l'importateur français de Mitsubishi) et le Ralliart.
Il a une carrosserie en acier, Kevlar et en fibre de verre montée sur le châssis du  Pajero à empattement long. Le moteur était le moteur à essence de 2,6 litres avec turbo et refroidisseur intermédiaire de 250 chevaux.
Au départ, il a été produit en un seul exemplaire pour participer au Paris-Dakar aux mains de Jean-Pierre Jaussaud, mais il a immédiatement suscité un grand intérêt de la part de la maison mère qui a commandé d'autres exemplaires, de différentes couleurs.